# Herrerasauridae
A Herrerasauridae család a dinoszauruszok egyik legrégibb csoportja. Első képviselőinek maradványai a 228 millió évvel ezelőtt, a késő triász kor idején keletkezett kőzetrétegekből kerültek elő, a család utolsó tagjai pedig még a triász időszak vége előtt kihaltak. A herrerasauridák kicsi és közepes méretű (4 méternél nem hosszabb) húsevő theropodák vagy bazális hüllőmedencéjűek voltak.

## Felfedezés
A család legismertebb tagjai Dél-Amerikából (Brazíliából és Argentínából) kerültek elő, ahol az első felfedezésük történt, az 1960-as években. Egy majdnem teljes Herrerasaurus ischigulastensis csontvázat az argentin San Juan tartománybeli Ischigualasto-formációban találtak meg 1988-ban. Ezen kívül részleges csontvázakra bukkantak Észak-Amerikában, és feltételezhető, hogy a herrerasauridák a többi kontinensen is előfordultak.

## Anatómia
Anatómiájuk különleges és specializált, és a jelenlegi tudományos álláspont szerint egyetlen későbbi dinoszaurusz csoport sem származott tőlük. Gyakran az egészen kezdetleges és a fejlettebb tulajdonságok egyesülnek bennük. Az acetabulum (a medencecsont ízületi bemélyedése a combcsontfej számára) csak részben volt nyílt, emellett pedig csak két keresztcsonti csigolyával rendelkeztek, ami a legkevesebbnek számít a dinoszauruszok között. Fejlett szeméremcsontjuk hátrafelé fordult el és meghajlott, így a vége (főként a H. ischigulastensis esetében) a Tetanurae klád tagjaiéhoz vált hasonlóvá. Kezdetleges, de a theropodákra jellemző háromujjú és görbe karmokban végződő kezükön öt kézközépcsont volt, a harmadik ujjuk hosszabbra nőtt a másodiknál. A herrerasauridák a többi theropodához hasonlóan csuklós állkapoccsal rendelkeztek.

## Taxonómia
- Saurischia rend
  - Theropoda alrend
    - Herrerasauria kisrend
      - Herrerasauridae család
        - ?Caseosaurus
        - Staurikosaurus
        - Chindesaurus
        - Herrerasaurus

      - Staurikosauridae család

## Fordítás
- Ez a szócikk részben vagy egészben a Herrerasauridae című angol Wikipédia-szócikk ezen változatának fordításán alapul.  Az eredeti cikk szerkesztőit annak laptörténete sorolja fel. Ez a jelzés csupán a megfogalmazás eredetét és a szerzői jogokat jelzi, nem szolgál a cikkben szereplő információk forrásmegjelöléseként.